# Dohrniphora parvidentata
Dohrniphora parvidentata är en tvåvingeart som beskrevs av Brown och Giar-Ann Kung 2007. Dohrniphora parvidentata ingår i släktet Dohrniphora och familjen puckelflugor.
Artens utbredningsområde är Peru. Inga underarter finns listade i Catalogue of Life.